# 고젠야마촌
고젠야마촌(御前山村)은 이바라키현 히가시이바라키군에 설치되었던 촌이다. 현재의 히타치오미야시에 해당한다.

## 역사
- 1955년 2월 11일 - 이세하타촌, 노구치촌과 합병해 고젠야마촌이 성립하였다.
- 1956년 9월 29일 - 고젠야마촌, 나가쿠라촌과 합병해 새로운 고젠야마촌이 되었다.
- 2004년 10월 16일 - 가와치군 미와촌 오가와촌과 합병해 가와치군 오미야정 (당일 시로 승격해 히타치오미야시로 개칭)에 편입해 폐지되었다.

## 교통

### 철도
- 동일본 여객철도 스이군선 (마을 내를 철도 노선은 달리고 있지 않다.가장 가까운 역은 JR 동일본 스이군선 다마가와무라 역.)

### 도로
- 국도 제123호선